# Maria Gabriela Brito
María Gabriela Brito (sinh năm 1976) là một người phụ trách người gốc Venezuela, cố vấn nghệ thuật và tác giả có trụ sở tại thành phố New York. Các tác phẩm đã xuất bản của bà bao gồm Out there: Design, Art, Travel Shopping, được xuất bản bởi Pointed Leaf Press năm 2013 và Hy Lạp Gotham, xuất bản năm 2016.

## Tuổi thơ
Brito sinh ra và lớn lên ở Caracas, Venezuela. bà tốt nghiệp Đại học Católica ở Caracas và sau đó từ Trường Luật Harvard năm 2000.

## Sự nghiệp
Sau khi học luật, Maria chuyển đến thành phố New York để theo đuổi nghề luật sư. bà bắt đầu sưu tập nghệ thuật đương đại trong cùng năm khi làm việc tại công ty luật của Cahill Gordon & Reindel. Sau chín năm hành nghề luật và tiếp thu nghệ thuật, Brito đã mở công ty tư vấn nghệ thuật và thiết kế nội thất của riêng mình, sau đó được gọi là Lifestomme của Maria Brito (nay là María Brito, LLC).
Brito đã làm việc như một nhà tư vấn nghệ thuật và thiết kế nội thất cho Sean "Diddy" Combs, Gwyneth Paltrow và Tracy Anderson, trong số những người khác.
Năm 2014, Brito ra mắt bộ sưu tập phụ kiện thời trang xa xỉ đầu tiên của bà hợp tác với các nghệ sĩ đương đại Kenny Scharf, Erik Parker và Carlos Rolon / Dzine, và sự hợp tác đã mở rộng để bao gồm hơn 50 sản phẩm khác nhau được thiết kế bởi Brito với nhiều các nghệ sĩ bao gồm Kinda Bernhardt, Nir Hod và giả định trọng tâm astro sống động. Brito cũng là một nhà văn và diễn giả đại chúng về phương pháp liên ngành của việc tích hợp nghệ thuật và thiết kế.

### Gotham Hy Lạp
Vào mùa hè năm 2016, Brito đã tuyển chọn chương trình nghệ thuật đương đại đầu tiên của mình, mang tên Hy Lạp Gotham, ở Mykonos, Hy Lạp. Chỉ bao gồm các nghệ sĩ có trụ sở tại New York, triển lãm trưng bày các tác phẩm từ giả định tập trung astro, Nina Chanel Abney, Greg Bogin, Mira Dancy, Raul De Nief, Michael Dotson, Sebastian Errazuriz, Nir Hod, Todd James, Misaki Kawai, KAWS, Robert Lazzarini, Austin Lee, Taylor McKples, Matthew Palladino và Erik Parker.

## Ấn phẩm
Năm 2013, chuyên khảo của Brit Out Out: Design, Art, Travel, Shopping đã được phát hành. Cuốn sách phác thảo những kinh nghiệm cá nhân của bà khi chuyển từ luật thành một doanh nhân sáng tạo, các dự án nghệ thuật và thiết kế ban đầu của bà cũng như hướng dẫn của người trong cuộc về nghệ thuật và thiết kế. Được xuất bản bởi Pointed Leaf Press, nó là người nhận Giải thưởng Sách hay nhất Hoa Kỳ ở cả hai hạng mục Nghệ thuật và Thiết kế, và nhận được đánh giá từ TIME, Tạp chí DuJour, và Vogue Mexico.
Hy Lạp Gotham, một danh mục nghệ thuật được xuất bản bởi Dio Horia kết hợp với triển lãm, đã được phát hành vào năm 2016. Nó có phần giới thiệu của Jeffrey Deitch.